# 용암 행성

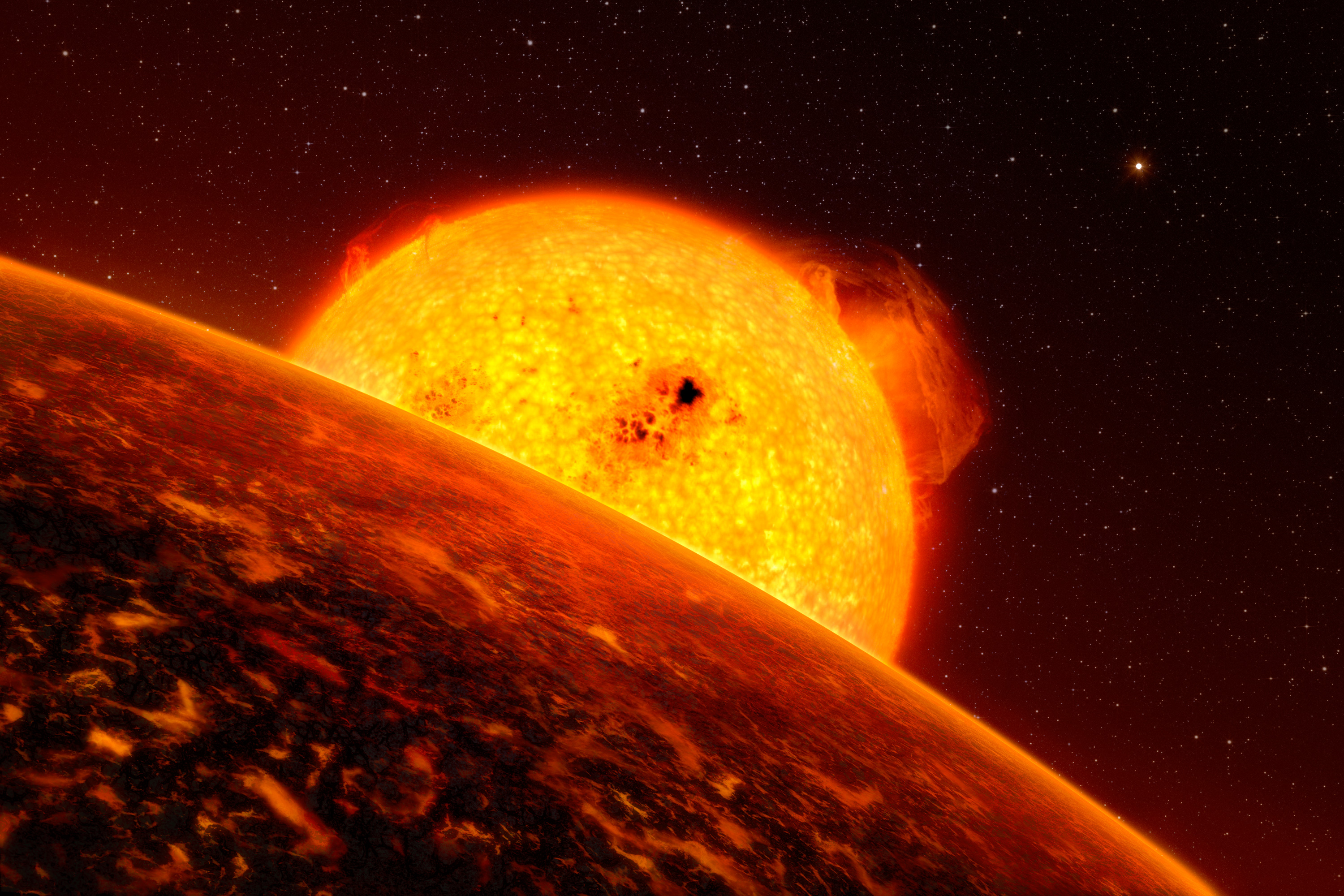
천체 예술가가 COROT-7b를 상상한 작품. 행성 표면은 용암으로 덮여 있다.

용암 행성(lava planet)은 행성 표면 전체 또는 대부분이 용암으로 덮여 있으리라 추정되는 외계의 지구형 행성이다. 젊은 행성이 막대한 규모의 충돌 사건을 겪은 직후 이런 상태일 것으로 추정한다. 또는 모항성에 아주 가까이 붙어 있는 외계 행성을 용암 행성으로 분류할 수 있는데 이 경우 막대한 복사 에너지 외에 기조력도 표면이 녹는 원인으로 작용한다.

## 형성 요인
용암 행성 대다수는 어머니 별을 아주 가까이에서 돌고 있는 암석 행성일 것이다. 공전 궤도가 찌그러져 있는 행성의 경우 가까이 있는 항성으로부터의 중력이 행성을 주기적으로 뒤틀어 놓아 마찰을 발생시키고 이는 내부열로 바뀐다. 이 조석열은 암석을 녹여 마그마로 만들고 마그마는 화산 폭발로 표면으로 흘러나온다. 이 과정은 태양계 위성 이오가 어머니 행성 목성과 가까이 붙어 있어 기조력으로 뒤틀리는 것과 비슷하다. 이오는 태양계에서 지질학적으로 가장 활발한 천체로 표면에 수백 개의 화산과 거기서 흘러나온 황 용암 구조가 널려 있다. 어머니 별에 가까이 붙어 있는 용암 행성들은 이오보다도 화산 활동이 더 왕성할 것이다. 일부 천문학자는 이로부터 '슈퍼이오'라는 신조어를 만들어 내기도 했다. 이 슈퍼이오는 화산 폭발이 끊임없이 일어나고 표면에는 황이 넓게 퍼져 있는 등 이오와 닮았을 것이다.
그러나 조석열 외에도 용암 행성을 만드는 요인은 또 있다. 어머니 별 가까이에서 조석력을 받는 것 말고도 항성으로부터 나오는 막대한 복사열로 표면이 녹아 곧장 용암이 될 수도 있다. 조석 고정된 행성에서 항성의 빛을 받는 쪽은 용암의 바다로 덮여 있고 혹은 열기로 증발한 암석이 응축되어 암석의 비가 내릴 것이다. 빛을 받지 않는 밤의 반구 쪽에는 용암이 고여 있는 호수가 존재할 수도 있다. 행성 자체의 질량도 원인이 된다. 암석 행성 표면의 지각판 활동량은 천체의 질량과 연관이 있으며 지구보다 무거운 행성은 지구보다 활발한 화산 활동과 지질 활동을 할 것이다.
별과 가깝거나 행성 질량이 크지 않더라도 태어난 지 얼마 안 된 원시행성은 내부열이 막대하여 화산활동이 매우 빈번히 일어나고 표면은 용암으로 덮인다. 또는 대규모의 충돌 사건으로도 용암 행성이 될 수 있다. 예로써 과거 지구는 화성 정도 크기 천체와 부딪쳤고 표면은 용암의 바다로 뒤덮였다.(이 충돌 결과 달이 만들어졌다.) 또한 과학자들이 시뮬레이션 실험을 한 결과 큰 운석과 충돌할 경우 지각에 구멍이 뚫려 암석 기체가 빠져나와 지구가 암석 기체로 뒤덮이는 내용인데, 이 일이 일어난 후 시간이 지나면 암석 기체가 용암이 되며 식는다.

## 후보
태양계에는 용암 행성으로 부를 만한 천체가 없어 이 개념은 가설의 영역에 있다. 외계행성 중 행성의 질량과 별로부터의 거리로부터 이런 천체가 있으리라 예측하는데 유력한 후보로는 COROT-7b, 케플러-10b, 센타우루스자리 알파 Bb, 케플러-78b 등이 있다.

## 같이 보기
- 크소니언 행성